# Alien Incident
Alien Incident (tiếng Phần Lan: Muukalaisten yö, n.đ. 'Đêm của Người ngoài hành tinh') là tựa game thuộc thể loại phiêu lưu đồ họa theo kiểu trỏ và nhấp liên quan đến hiện tượng người ngoài hành tinh bắt cóc do nhà phát triển game Housemarque của Phần Lan làm ra và được hãng GameTek phát hành cho MS-DOS vào năm 1996. Game có hai tùy chọn ngôn ngữ là tiếng Phần Lan hoặc tiếng Anh.

## Cốt truyện
Nhân ngày lễ Halloween, chàng trai Benjamin "Ben" Richards có mặt tại dinh thự của ông chú Alberto Einstone để làm chứng cho phát minh mới nhất của mình mang tên "Worm Hole Spawner". Bất chợt có tia sét đánh trúng khiến cỗ máy hoạt động theo cách không mong muốn. Một vết nứt xảy ra trên bầu trời, qua đó một con tàu vũ trụ đang đuổi theo một sinh vật năng lượng thần bí tiến vào Hệ Mặt Trời trôi dạt xuống Trái Đất. Sinh vật năng lượng trốn thoát, và nhóm người ngoài hành tinh bèn bắt cóc Alberton đưa lên phi thuyền. Họ tin rằng Alberton sẽ có thể bắt được sinh vật này và đưa chúng trở lại thiên hà của riêng họ. Nhiệm vụ của Ben là tìm đủ mọi cách giải cứu chú mình đồng thời việc ngăn chặn mối đe dọa xâm lược Trái Đất từ những sinh vật ngoài hành tinh này.

## Phát triển
Game lúc đầu được hãng Bloodhouse (trước khi công ty hợp nhất với Terramarque để tạo thành Housemarque) phát triển và trò chơi này được giới game thủ biết đến trong quá trình phát triển với tên gọi Leokadia. Tháng 1 năm 1994, một nhóm sáu người đã góp công phát triển tựa game suốt chín tháng trời và dự kiến phát hành vào mùa thu năm 1994 cho PC và sau đó là hệ máy Amiga 1200. Cuối cùng trò chơi ra mắt vào năm 1996 dành cho PC và phiên bản Amiga 1200 đã bị nhóm phát triển âm thầm hủy bỏ.

## Đón nhận
Khi mới phát hành, game đã bị chỉ trích vì lối chơi dễ dãi và không khí u ám trong game. Theo nhà báo Juho Kuorikoski thì trò chơi này nhằm tôn vinh những hình mẫu, cùng âm thanh và nghệ thuật pixel từ thế giới trong game đã tồn tại từ rất lâu. Ông cho rằng đoạn đối thoại được biên soạn khá tốt nhưng lại mắc phải nhiều lỗi chính tả. Tuy vậy tác giả này cũng khen ngợi phần giải đố của trò chơi. Pelit chấm cho tựa game này 90/100 điểm.